# Saint-Cyr-sur-le-Rhône
Saint-Cyr-sur-le-Rhône è un comune francese di 1 242 abitanti situato nel dipartimento del Rodano della regione Alvernia-Rodano-Alpi.

## Società

### Evoluzione demografica
Abitanti censiti